# Ипуть (станция)
И́путь (бел. І́пуць) — железнодорожная станция, расположенная в городе Гомеле, на берегу реки Ипуть.

## Описание
9 марта 2007 года на станции Ипуть начался процесс установки первого белорусского образца микропроцессорной централизации (МПЦ) «Іпуть». Монтаж был закончен 3 мая были и проведены испытания силами Гомельского отделения Белорусской железной дороги. Изначально была определена предварительная дата пуска системы в опытную эксплуатацию — 15 мая. Но введение в опытную эксплуатацию произошло 17 июля 2007 года приказом 445-Н.
Установленная МПЦ была создана с привлечением только белорусских разработчиков. Разработка проводилась в лаборатории «Безопасность электромагнитной совместимости технических средств» (БелГУТ) при участии Научно-исследовательского института железнодорожного транспорта БелГУТа, Конструкторско-технического центра Белорусской железной дороги и Брестского электротехнического завода. С 2011 года МПЦ «Iпуть» находится в постоянной эксплуатации. МПЦ «Iпуть» является первой МПЦ данного типа и первой централизацией на микропроцессорной элементной базе в Белоруссии.
На территории станции располагается «Путевая машинная станция № 116».
Через станцию проходит автомобильная дорога Гомель — Добруш — граница с РФ.